# Свеагрува

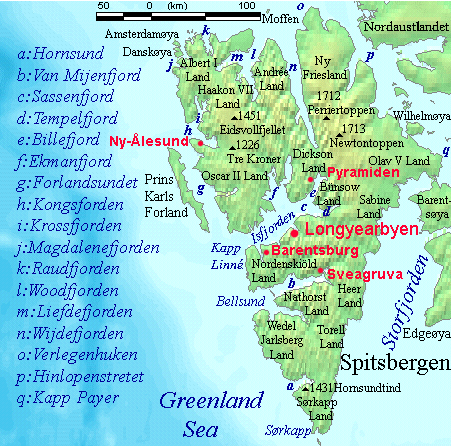
Розташування Свеагрува на острові Шпіцберген (позначено червоним).

Свеагрува (норв. Sveagruva, укр. Шахта Шведів), частіше просто Свеа — третій за величиною населений пункт полярного архіпелагу Шпіцберген — однієї із заморських територій Норвегії. Розміщений на березі Ванміенфйорду на території національного парку Норденшьольд-Ланд.

## Клімат
Містечко знаходиться у зоні, котра характеризується кліматом полярних пустель. Найтепліший місяць — липень із середньою температурою 4 °C (39.2 °F). Найхолодніший місяць — лютий, із середньою температурою -18.2 °С (-0.8 °F).
| Клімат Свеагруви        | Клімат Свеагруви | Клімат Свеагруви | Клімат Свеагруви | Клімат Свеагруви | Клімат Свеагруви | Клімат Свеагруви | Клімат Свеагруви | Клімат Свеагруви | Клімат Свеагруви | Клімат Свеагруви | Клімат Свеагруви | Клімат Свеагруви | Клімат Свеагруви |
| Показник                | Січ.             | Лют.             | Бер.             | Квіт.            | Трав.            | Черв.            | Лип.             | Серп.            | Вер.             | Жовт.            | Лист.            | Груд.            | Рік              |
| Середня температура, °C | −17,6            | −18,2            | −17,2            | −14,3            | −6,1             | 0,1              | 4                | 2,9              | −1,7             | −7,7             | −12,9            | −16,9            | −8,8             |
| Норма опадів, мм        | 26.3             | 31.1             | 32               | 19.6             | 16.7             | 21.4             | 28.3             | 32               | 29.2             | 23.5             | 25.7             | 28.9             | 314.7            |
| Днів з опадами          | 14,8             | 14,3             | 15,2             | 12,6             | 9                | 8,6              | 9,3              | 10,9             | 12,4             | 13,9             | 13,5             | 12,5             | 147              |
| Вологість повітря, %    | 75.6             | 77.8             | 77.2             | 75.9             | 77.2             | 77.1             | 78.6             | 77.6             | 77.6             | 75.4             | 75.1             | 75.2             | 76.7             |
| ----------------------- | ---------------- | ---------------- | ---------------- | ---------------- | ---------------- | ---------------- | ---------------- | ---------------- | ---------------- | ---------------- | ---------------- | ---------------- | ---------------- |
| Джерело: Weatherbase    |                  |                  |                  |                  |                  |                  |                  |                  |                  |                  |                  |                  |                  |

## Джерело
- http://reports.travel.ru/reports/2009/08/172182_2.html [Архівовано 15 березня 2014 у Wayback Machine.]